# زينب دينة عبدي
زينب دينة عبدي (مواليد 1996م) هي لاعبة شطرنج جزائرية حاصلة على لقب أستاذ دولي في الشطرنج (WIM) (2013م).

## مسيرة الشطرنج
في عام 2013م، حصلت عبدي على المركز الثاني في بطولة الجزائر للسيدات للشطرنج.
وفي عام 2016م، فازت ببطولة الشطرنج للفتيات العربيات في الفئة العمرية تحت 20 عامًا. وفي عام 2021م فازت ببطولة الجزائر للسيدات للشطرنج.
في عام 2023م، شاركت عبدي في كأس العالم للشطرنج للسيدات بنظام خروج المغلوب، والذي أُقيم في باكو، أذربيجان وخسرت في الجولة الأولى أمام الأستاذة الكبرى المجرية هوانج ثانه ترانج ‏.
لعبت زينب دينة عبدي للجزائر في أولمبياد الشطرنج للسيدات: 
- في عام 2010م، في مجلس الاحتياطي في أولمبياد الشطرنج التاسع والثلاثين (سيدات) في خانتي مانسيسك (+0، =3، -2)
- في عام 2012م، في المركز الرابع في أولمبياد الشطرنج الأربعين (سيدات) في إسطنبول (+5، =1، -2)
- في عام 2016م، في المركز الرابع في أولمبياد الشطرنج الثاني والأربعين (سيدات) في باكو (+4، =3، -2)، [4]
- في عام 2022م، في المركز الثالث في أولمبياد الشطرنج الرابع والأربعين (سيدات) في تشيناي (+5، =2، -3). [5]

في عام 2013م، حصلت زينب على لقب بطولة الاتحاد الدولي للشطرنج (WIM).

## hgمراجع
1. ↑  FIDE Ratings and Statistics (بالإنجليزية), QID:Q27038151
2. 1 2  FIDE Ratings and Statistics (بالإنجليزية), QID:Q27038151
3. ↑  "OlimpBase :: Women's Chess Olympiads :: Abdi Zineb". www.olimpbase.org.
4. ↑  "Chess-Results Server Chess-results.com - 42nd Olympiad Baku 2016 Women". chess-results.com.
5. ↑  "Chess-Results Server Chess-results.com - 44th Olympiad Chennai 2022 Women". chess-results.com. اطلع عليه بتاريخ 2024-02-28.

## روابط خارجية
- صفحة اللاعب «زينب دينة عبدي» على موقع مباريات الشطرنج